# Pis (construcció)

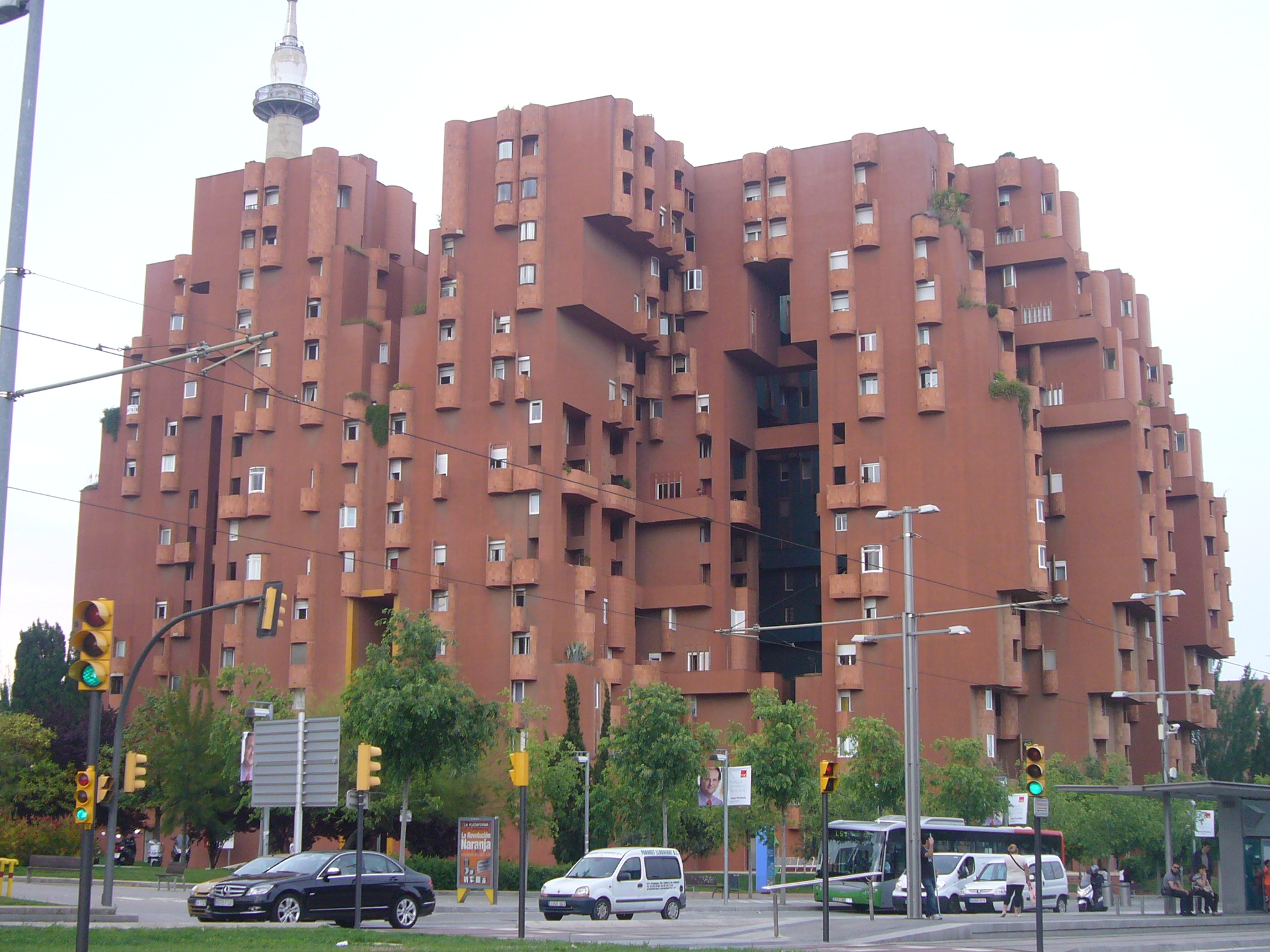
Bloc de pisos "Walden 7", dels anys 1970, de l'arquitecte Ricard Bofill i altres, a Sant Just Desvern.

El pis és cadascuna de les superfícies o divisions horitzontals d'un edifici, els diferents nivells, llevat de la planta baixa. A més, en català es denomina pis a cert tipus d'habitatge, típicament urbà, normalment en un edifici de més d'un nivell o bloc de pisos, és a dir, un apartament que és llogat o venut separadament. De vegades s'utilitza, erròniament, pis en comptes de forjat, que és l'element estructural horitzontal d'una planta, és a dir, el conjunt d'elements que formen la divisió en plantes d'un edifici. No s'ha de confondre el terme pis, per interferència del castellà, amb el paviment, trespol o el terra (de qualsevol pis o planta) d'una edificació. En arquitectura, els diferents nivells s'anomenen plantes i els materials que conformen la superfície superior de cada planta es diuen paviments, fins i tot els de les zones exteriors a l'edificació. També s'utilitza en general per anomenar el pis a peu de carrer, o planta baixa (també baixos).

## Pis com a sinònim d'habitatge

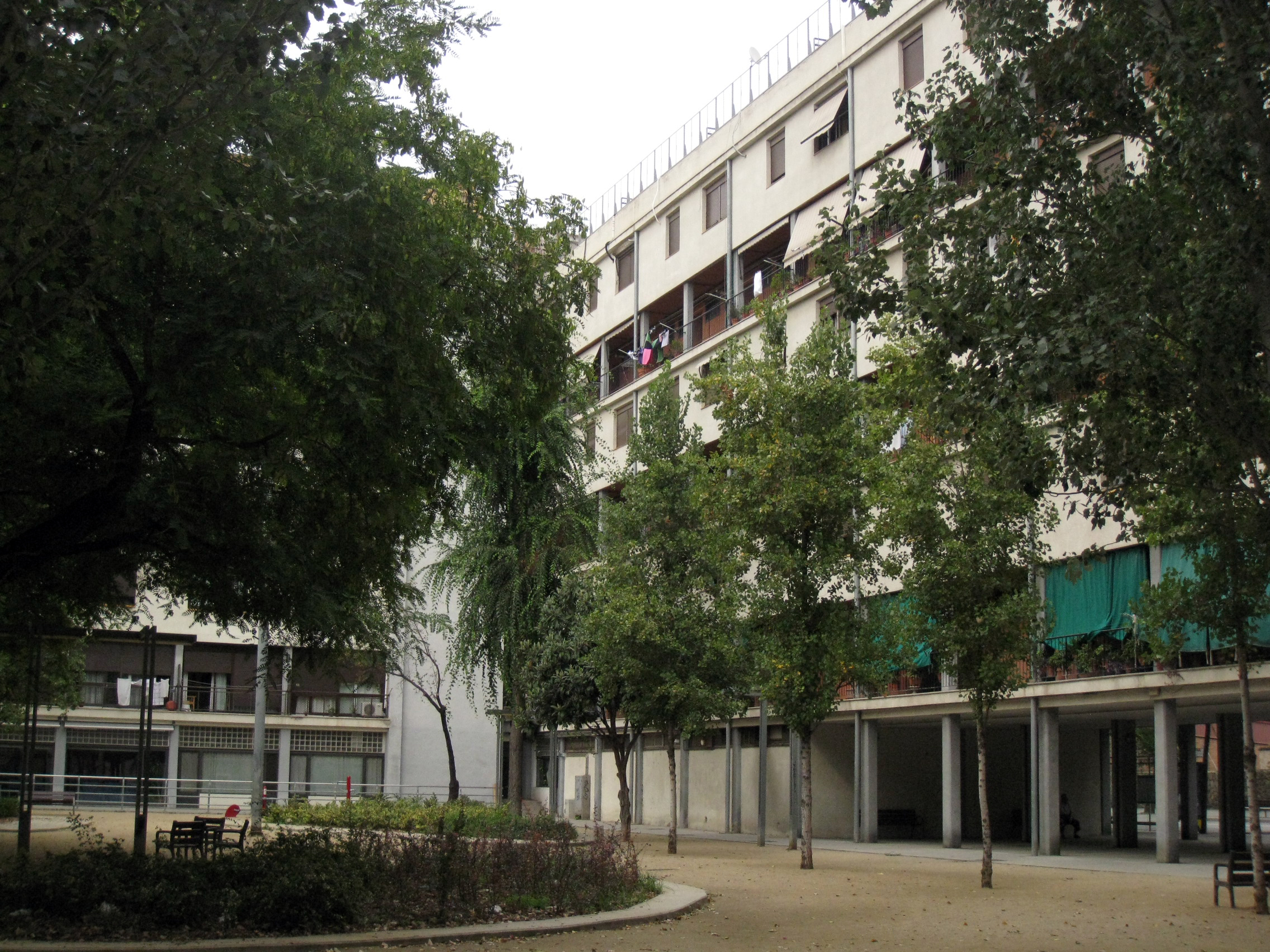
Casa Bloc, edifici de bloc de pisos racionalista, del 1932 a 36, dels arquitectes Josep Lluís Sert i altres del GATCPAC, a Barcelona.

A més a més de l'ús tradicional del terme pis, aquest pot tenir altres connotacions depenent de l'ús en diferents indrets.
A l'Argentina, el Paraguai i l'Uruguai es diu que algú té o viu en un pis (piso en castellà) d'un edifici quan l'habitatge ocupa tota la planta, o pis. En aquests tipus d'edificis, cada pis és un habitatge (en aquests països els que nosaltres anomenem pisos o apartaments són generalment denominats departamentos).
A Espanya, pis és usat com a sinònim d'habitatge únicament quan es parla d'edificis de diverses plantes o alçades, i cada planta ocupada per un o diversos habitatges, donant com a conseqüència que, els edificis espanyols poden tenir un o més "pisos" (habitatges) a cada pis (planta). En el cas que diversos habitatges es reparteixin en una mateixa planta de l'edifici se'ls acostuma a anomenar apartaments. Un habitatge unifamiliar, un xalet o una torre no es qualifiquen de pisos.

## Numeració i noms dels pisos als edificis

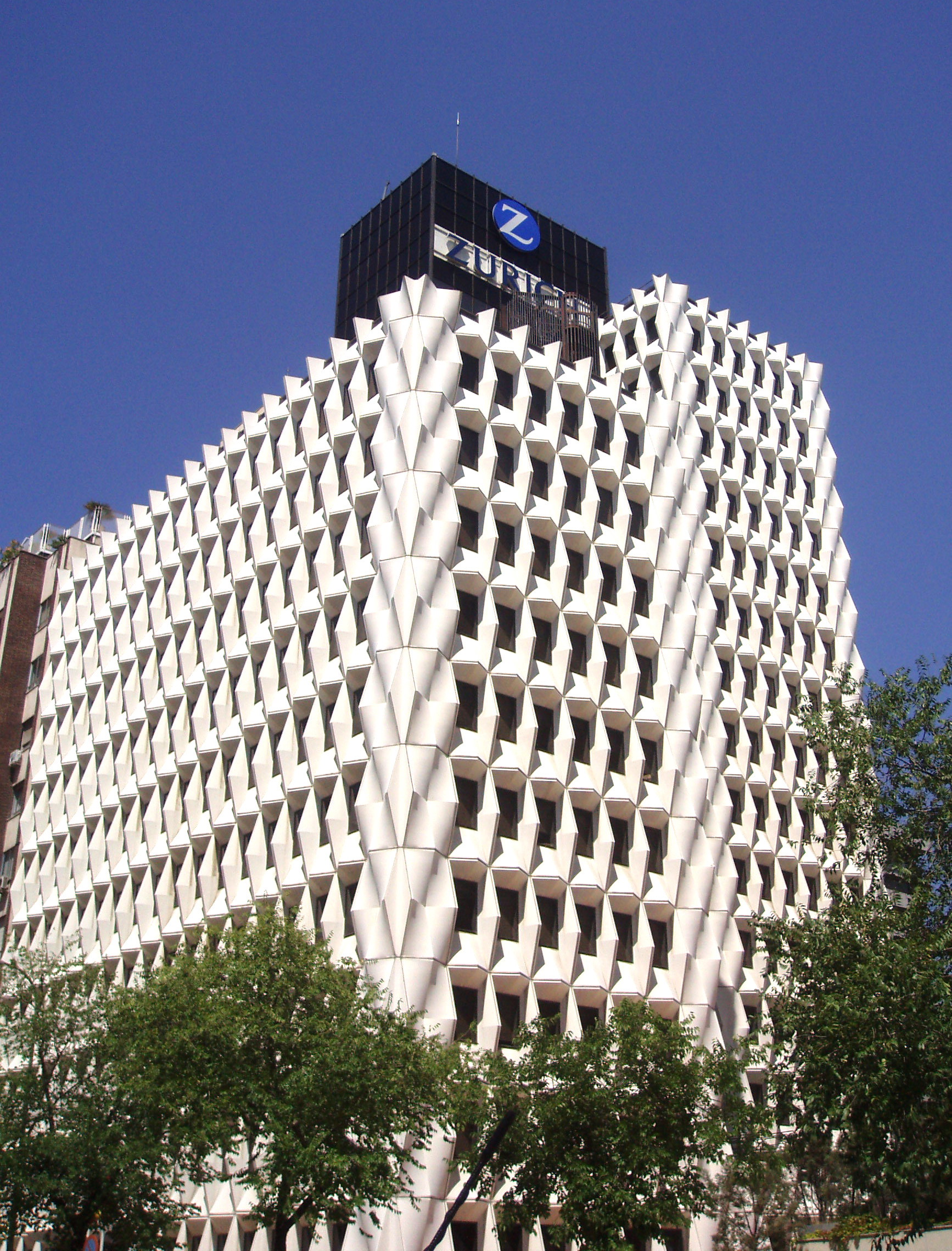
Edifici al Carrer Francisco Gervás, 10 (Madrid) - sembla uns jutjats i no un bloc de pisos.

Hi ha discrepàncies en els costums de numerar els pisos, o les plantes dels edificis, entre diferents països. En la major part d'Europa, Iberoamèrica i en la Mancomunitat Britànica de Nacions, el pis situat al nivell del carrer és la planta baixa, i el pis de sobre és la primera planta.
A França, per exemple, el terme per a la planta baixa és rez-de-chaussée. Als Estats Units i el Canadà (excepte a Quebec), en canvi, el pis situat al nivell del carrer és, en general, la primera planta i el pis de sobre és el segon pis. Aquest sistema també és usat a Rússia i altres països de l'antiga Unió Soviètica. La Xina segueix el sistema nord-americà, però els números utilitzats són cardinals (un, dos, tres, etc.) en lloc dels ordinals (primer, segon, tercer).
A partir de l'arquitectura renaixentista italiana i fins al segle xix o principis del segle xx, s'havia estès per tot Europa el concepte de la planta principal (o piano nobile en italià, anomenada bel étage o étage noble en francès), com també, a vegades, el concepte d'entresolat (o mezzanino en italià). Aquests dos pisos són els que segueixen a la planta baixa, primer l'entresòl (quan n'hi ha), i després el principal. Originalment presents en palaus, aquests conceptes van ser transferits als edificis de pisos, amb les seves tipologies particulars: l'entresòl té els sostres baixos i per tant, poca llum, sovint usat avui com a espai d'emmagatzematge, i el pis principal té els sostres més alts de tot l'edifici, i se sol distingir per altres característiques, com ara una entrada directe des d'unes escales "nobles". Aquí solien habitar els propietaris de l'edifici o gent acabalada. Encara ho podem trobar sovint a edificis de pisos del segle xix i principis de segle XX a diverses parts d'Europa. L'Eixample de Barcelona, per exemple, n'està ple, d'edificis de pisos amb aquesta tipologia.
Les plantes per sota del nivell del terra és anomenada subsòl o soterrani, i les plantes addicionals a dalt de tot dels edificis, que tendeixen a ocupar una superfície més reduïda que la resta dels pisos s'anomenen àtic i sobreàtic.
En alguns edificis no hi ha la planta número tretze, passant la numeració de la dotzena planta a la catorzena. Això és degut al temor irracional al nombre tretze, anomenat triscaidecafòbia. El més habitual és trobar-ho en alguns hotels, per intentar evitar que afecti a persones que pateixen aquesta mania.